# Mistrovství světa v biatlonu 2023 – smíšená štafeta
Smíšená štafeta na 4 × 6 km na Mistrovství světa v biatlonu 2023 se konala ve středu 8. února v oberhofském biatlonovém stadionu Lotto Thüringen Arena am Rennsteig jako zahajovací závod šampionátu. Start smíšené štafety proběhl 14:45 hodin středoevropského času. Do závodu nastoupilo 26 národních štafet. Dvě ženy a dva muži absolvovali každý úsek o délce 6 km.
Trojnásobným obhájcem prvenství i úřadujícím olympijským vítězem z této disciplíny byl norský tým, který ve složení Ingrid Tandrevoldová, Marte Røiselandová, Sturla Holm Laegreid a Johannes Thingnes Bø opět zvítězil, navzdory trestnému kolu Tandrevoldové. Druhé místo obsadila Itálie, bronzové medaile získali závodníci Francie.
Røiselandová získala svoji dvanáctou medaili ze světových šampionátů, čímž v počtu nejcennějších kovů dorovnala rekordmanku Magdalenu Neunerovou, Johannes Bø se pak třináctou takovou medailí posunul na s Martinem Fourcadem dělené druhé místo, když na Bjørndalena ztráceli oba sedm zlatých medailí. Pro Laegreida to bylo páté zlato z mistrovství světa, pro Tandrevoldovou čtvrté.

## Průběh závodu

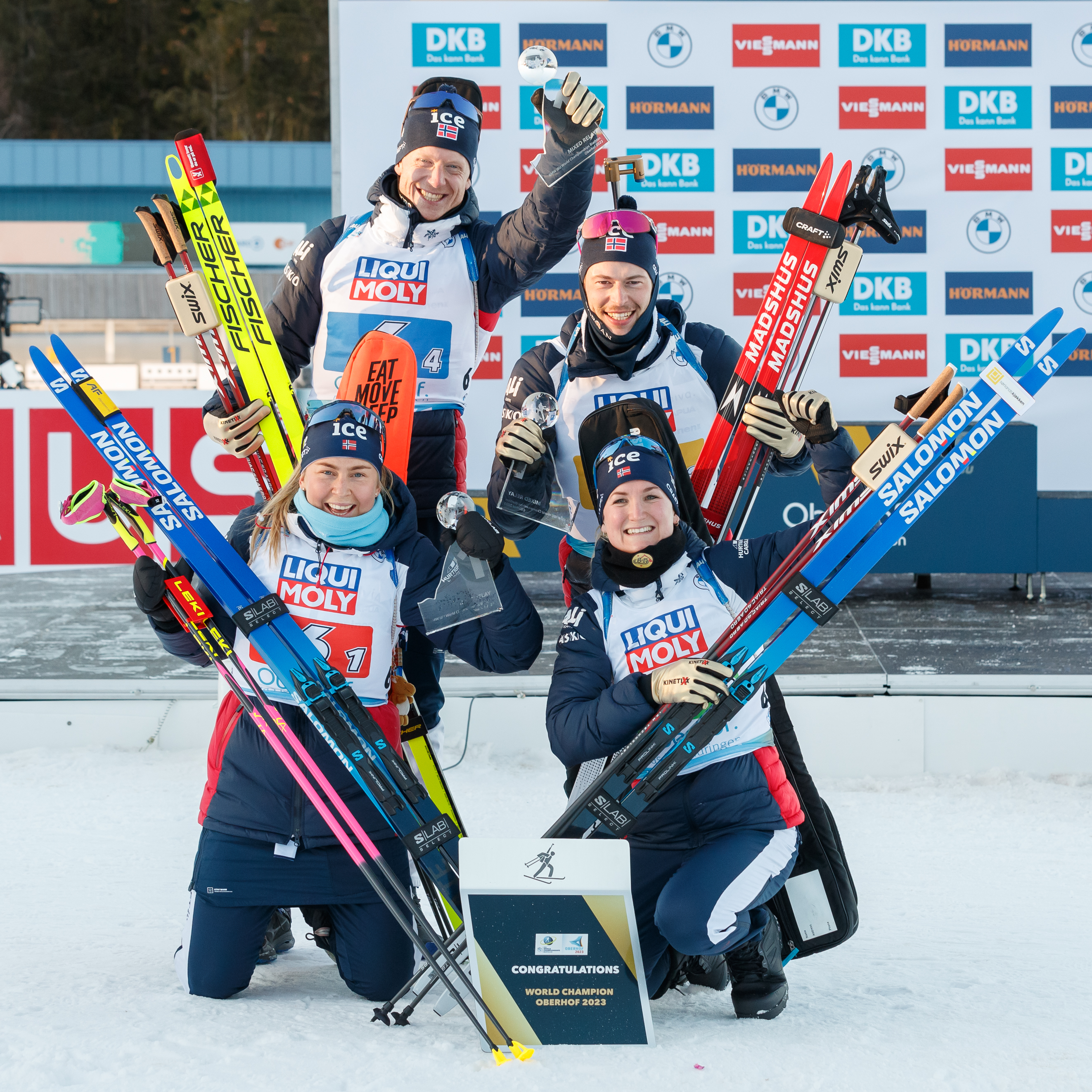
Vítězný norský tým

Na prvním se do čela dostala s malým náskokem Francie zásluhou nejlepší biatlonistky probíhající seźony Julie Simonové. Jejich největší soupeř a favorit na vítězství Norsko se propadlo na 17. pozici, když Ingrid Landmark Tandrevoldová jela po střelbě vstoje jedno trestné kolo. Francouze pak v čele vystřídala italská štafeta zásluhou Lisy Vittozziové a Dorothey Wiererové, která si ale nevypracovala větší náskok. Vedla však až do poslední střelby, kdy jí dojeli zlepšující se Norové s Sturlou Holmen Laegreidem a Johannesem Thingnesem Bø na třetím, resp. posledním úseku. Bø, který se sám jen těsně vyhnul na sedmé střelbě trestnému kolu, na začátku posledního kola zrychlil, předjel Itala Tommasa Giacomela a s jistotou zvítězil. Třetí jeli s náskokem téměř 20 vteřin Francouzi. Quentin Fillon Maillet však těsně před cílem nezamířil správně do cílové roviny, musel se vracet a třetí místo udržel před Rakouskem jen o tři vteřiny. Nedařilo se domácím Němcům, kteří po trestném kole Benedikta Dolla dojeli šestí, nebo švédské štafetě, která obsadila až deváté místo, když Sebastian Samuelsson musel na posledním úseku po střelbě vleže na tři trestná kola.

Českou štafetu tvořili dva debutanti na mistrovství světa – Tereza Voborníková a Tomáš Mikyska. Závod rozjížděla Tereza Voborníková. Na střelnici udělala sice tři chyby, ale jela rychle a předávala jako sedmá. Markéta Davidová střílela se dvěma chybami a klesla na osmé místo, ale jen pět vteřin za tehdy pátým Norskem. Michal Krčmář minul vleže jeden terč. Pak ale předjel švýcarskou a rakouskou štafetu, vstoje zastřílel čistě a rychle a předával Tomáši Mikyskovi jako pátý. Ten udělal také jen jednu střeleckou chybu a na chvíli se dostal na čtvrté místo před Rakušana Simona Edera, ale ten se mu zásluhou lepší poslední střelby vzdálil. Mikyska však za sebou udržel německou štafetu a vybojoval pro český tým páté místo v cíli.

## Výsledky
| Zlatá medaile                        | 6  | NorskoIngrid Landmark Tandrevoldová Marte Olsbuová Røiselandová Sturla Holm Laegreid Johannes Thingnes Bø | 1:04:41,0 | 0+3 1+6 0+0 1+3 0+0 0+2 0+0 0+0 0+3 0+1 |         |
| Stříbrná medaile                     | 2  | ItálieLisa Vittozziová Dorothea Wiererová Didier Bionaz Tommaso Giacomel                                  | 1:04:53,5 | 0+1 0+5 0+0 0+1 0+1 0+2 0+0 0+1         | +11,6   |
| Bronzová medaile                     | 1  | FrancieJulia Simonová Anaïs Chevalierová-Bouchetová Émilien Jacquelin Quentin Fillon Maillet              | 1:05:37,8 | 0+7 0+2 0+1 0+0 0+2 0+2 0+3 0+1         | +55,9   |
| 4.                                   | 9  | RakouskoDunja Zdoucová Lisa Theresa Hauserová David Komatz Simon Eder                                     | 1:05:41,1 | 0+2 0+1 0+1 0+0 0+0 0+1 0+0 0+0         | +59.2   |
| 5.                                   | 7  | ČeskoTereza Voborníková Markéta Davidová Michal Krčmář Tomáš Mikyska                                      | 1:05:51,3 | 0+4 0+3 0+2 0+1 0+1 0+1 0+1 0+0 0+0 0+1 | +1:09,4 |
| 6.                                   | 5  | NěmeckoVanessa Voigtová Denise Herrmannová-Wicková Benedikt Doll Roman Rees                               | 1:06:08,4 | 1+6 0+3 0+1 0+1 0+0 0+1 1+3 0+1 0+2 0+0 | +1:26,5 |
| 7.                                   | 4  | ŠvýcarskoElisa Gasparinová Lena Häckiová-Großová Sebastian Stalder Niklas Hartweg                         | 1:06:31,4 | 0+1 0+4 0+0 0+2 0+0 0+0 0+1 0+0         | +1:49,5 |
| 8.                                   | 21 | KanadaEmma Lunderová Nadia Moserová Adam Runnalls Christian Gow                                           | 1:07:04,7 | 0+5 0+4 0+0 0+0 0+3 0+2 0+0 0+2 0+2 0+0 | +2:22,8 |
| 9.                                   | 3  | ŠvédskoHanna Öbergová Elvira Öbergová Martin Ponsiluoma Sebastian Samuelsson                              | 1:07:15,7 | 3+9 0+6 0+2 0+0 0+1 0+2 0+3 0+1 3+3 0+3 | +2:33,8 |
| 10.                                  | 11 | UkrajinaAnastasijaa Merkušinová Julija Džymová Dmytro Pidručnyj Anton Dudčenko                            | 1:07:27,2 | 0+2 0+5 0+0 0+0 0+0 0+1 0+1 0+3 0+1 0+1 | +2:45,3 |
| 11.                                  | 15 | FinskoSuvi Minkkinenová Mari Ederová Tuomas Harjula Olli Hiidensalo                                       | 1:07:34,1 | 0+5 0+3 0+1 0+0 0+2 0+2 0+0 0+1 0+2 0+0 | +2:52,2 |
| 12.                                  | 12 | SlovinskoLena Repincová Polona Klemenčičová Miha Dovžan Rok Tršan                                         | 1:07:51,5 | 0+4 0+3 0+0 0+0 0+2 0+0 0+1 0+3 0+1 0+0 | +3:09,6 |
| 13.                                  | 13 | USADeedra Irwinová Joanne Reidová Paul Schommer Sean Doherty                                              | 1:07:51,9 | 0+1 1+5 0+0 0+0 0+0 1+3 0+0 0+2 0+1 0+0 | +3:10,0 |
| 14.                                  | 10 | BelgieLotte Lieová Maya Cloetensová Thierry Langer Florent Claude                                         | 1:08:42,9 | 0+3 0+3 0+0 0+0 0+1 0+2 0+1 0+0 0+1 0+1 | +4:01,0 |
| 15.                                  | 17 | EstonskoSusan Külmová Tuuli Tomingasová Kristo Siimer Rene Zahkna                                         | 1:09:00,6 | 0+3 0+3 0+2 0+1 0+1 0+0 0+0 0+1         | +4:01,0 |
| 16.                                  | 14 | SlovenskoPaulína Bátovská Fialková Mária Remeňová Michal Šíma Matej Kazár                                 | 1:09:00,9 | 0+2 0+3 0+1 0+2 0+0 0+1 0+1 0+0         | +4:19,0 |
| 17.                                  | 16 | BulharskoMilena Todorovová Valentina Dimitrovová Vladimir Iliev Blagoy Todev                              | 1:09:16,0 | 0+4 1+7 0+0 1+3 0+2 0+0 0+1 0+1 0+1 0+3 | +4:34,1 |
| 18.                                  | 20 | LitvaNatalija Kočerginová Gabrielė Leščinskaitėová Karol Dombrovski Vytautas Strolia                      | 1:09:34,5 | 0+4 0+2 0+1 0+0 0+2 0+1 0+1 0+1 0+0 0+0 | +4:52,6 |
| 19.                                  | 25 | JaponskoFujuko Tačizakiová Aoi Satová Mikito Tačizaki Kiyomasa Ojima                                      | 1:10:39,1 | 0+8 1+5 0+1 0+0 0+1 0+2 0+3 0+0 0+3 1+3 | +5:57,2 |
| 20.                                  | 22 | RumunskoElena Chirkovová Anastasia Tolmachevová George Buta Raul Flore                                    | 1:10:40,4 | 0+3 1+7 0+0 1+3 0+1 0+2 0+0 0+0 0+2 0+2 | +5:58,5 |
| 21.                                  | 19 | Jižní KoreaKo Eun-jung Jekatěrina Avvakumovová Timofej Lapšin Choi Du-jin                                 | LAP       | 0+2 1+5 0+0 1+3 0+1 0+1                 |         |
| 22.                                  | 8  | PolskoJoanna Jakiełaová Kamila Żuková Andrzej Nędza-Kubiniec Marcin Zawół                                 | LAP       | 0+3 0+3 0+0 0+1 0+1 0+1 0+2 0+1         |         |
| 23.                                  | 18 | MoldavskoAlla Ghilenková Alina Stremousová Mihail Usov Pavel Magazeev                                     | LAP       | 2+7 0+3 0+1 0+0 0+3 0+0 2+3 0+3         |         |
| 24.                                  | 26 | ČínaWen Jing Čchu Jüan-meng Jen Sing-jüan Čang Čchun-jü                                                   | LAP       | 0+1 0+1 0+1 0+0 0+0 0+1                 |         |
| 25.                                  | 23 | LotyšskoAnnija Sabuleová Baiba Bendiková Aleksandrs Patrijuks Edgars Mise                                 | LAP       | 0+5 0+2 0+3 0+1 0+2 0+1                 |         |
| 26.                                  | 24 | KazachstánAnastasija Kondratyevová Ljudmila Achatovová Alexandr Mukhin Vladislav Kireyev                  | LAP       | 0+5 0+4 0+3 0+2 0+2 0+2                 |         |
| Zdroj: LAP – štafeta předjeta o kolo |    | |           |                                         |         |